# Rhagonycha prudeki
Rhagonycha prudeki es una especie de coleóptero de la familia Cantharidae.

## Distribución geográfica
Habita en Marruecos.